# ملهدا
ملهدا (به پرتغالی: Malhada) یک منطقهٔ مسکونی در برزیل است که در باهیا واقع شده‌است. ملهدا ۱۶٬۸۶۱ نفر جمعیت دارد.